# 대한민국 F 비자
대한민국 F 비자는 대한민국의 비자 정책 중에 하나다.

## 종류
- F-1: 방문동거
- F-2: 거주
- F-3: 동반
- F-4: 재외동포
- F-5: 영주
- F-6: 결혼이민

## 투자이민제
미국의 투자이민제를 벤치마킹하여, 한국도 투자이민제를 도입했다.
2010년 2월 제주도에 미화 50만달러 또는 한화 5억원 이상의 부동산을 구입하면, 외국인 본인에게 F-2 거주자격 비자가 발급된다. 5년간 소유를 하면, 심사 후에 F-5 영주권이 발급된다. 배우자와 자녀에게도 F-5 영주권이 발급된다. 5년 이후에는 부동산을 매각해도 영주권 자격은 평생 유지된다. 2015년 기준으로, 제주도 투자이민제로 F-2 거주자격을 받은 외국인은 1,300명인데, 98%가 중국인이다.
인천 송도신도시에 7억원 이상의 부동산을 구입하면, 외국인 본인에게 F-2 거주자격 비자가 발급된다. 5년간 소유를 하면, 심사 후에 F-5 영주권이 발급된다. 배우자와 자녀에게도 F-5 영주권이 발급된다. 5년 이후에는 부동산을 매각해도 영주권 자격은 평생 유지된다.
2015년 12월 7일, 법무부에 따르면 부동산투자이민제가 적용되는 지역은 제주도, 강원도 평창 알펜시아, 여수 경도, 부산 해운대 및 동부산관광단지, 파주 통일동산, 인천 경제자유구역 등 7곳이다. 그러나 제주도 이외에는 실적이 거의 없다.

## 같이 보기
- 미국 F 비자